# Хюман Райтс Уоч
„Хюман Райтс Уоч“ (ХРУ) (на английски: Human Rights Watch (HRW), в превод Наблюдение на човешките права) е неправителствена организация, поставила си за цел да наблюдава спазването на човешките права. Седалището на организацията е в Ню Йорк. Днес Хюмън Райтс Уоч е най-голямата международна институция в тази сфера.

## Факти
Хюман Райтс Уоч е създадена през 1978 година от евреите Робърт Бърнщайн, Джери Лейбър и Арие Найер под името Хелзинки Уоч (Helsinki Watch), в превод „Хелзинкски наблюдател“, във финландската столица първоначално с цел наблюдаването на човешките права в държавите, гравитиращи около СССР, договорено на конференцията в Хелзинки през 1975 година. С течение на годините обхватът на дейността и се разширява до над 70 страни.
През 1988 година Хелзинки Уоч се обединява с няколко международни организации, които преследват сходни цели под името Хюман Райтс Уоч.
Хюман Райтс Уоч е една от шестте неправителствени организации, които през 1998 година създават „коалиция за спирането на набиране на деца-войници“ (от анг. Coalition to Stop the Use of Child Soldiers).
Хюман Райтс Уоч има над 233 служители, повечето от които работят на доброволчески начала, без заплащане. През 2006 година бюджетът на организацията е бил 29,8 млн. щатски долара.
Хюман Райтс Уоч се финансира само от дарения на частни лица и фондации. Финансова помощ от държавни органи и институции категорично се отхвърля, с което организацията гарантира своята независимост. В България на същия принцип действа Българският хелзинкски комитет.

## Цели
Работата на Хюман Райтс Уоч се концентрира върху решарширането, документирането, публикуването на нарушения върху фундаменталните човешките права. Главният фокус на организацията се концентрира върху расова и полова дикриминация, корупция сред правителства и прекомерното използване на сила от държавни служители (като например изтезания от полицейски служители). Основните цели на Хюман Райтс Уоч са:
- да следи спазването на човешките права по света и публикува събраните данни и анализи;
- да защитава правата на хора, лишени от свобода, академични свободи; на бежанци, емигранти и др.
- да мобилизира общественото мнение за защита на човешките права;
- да организира усилено наблюдение за спазването на човешките права в кризисни райни на света (Близкия изток, Чечения, Косово и др.)

## Позиции заемани от организацията
- Като повечето неправителствени организации и Хюман Райтс Уоч се обявява против смъртното наказание;
- Хюман Райтс Уоч се застъпва за легален и безпрепятсвен аборт;
- На 2 юли 2005 година Хюман Райтс Уоч дава под съд в щата Илиноис тогаващния министър на отбраната на САЩ Доналд Ръмсфелд за неговото толериране на изтезанието в американските военни затвори. За първи път в историята на САЩ е повдигнато обвинение срещу член на федералното правителство.
- По време на Израелско-ливанска криза през 2006 година Хюман Райтс Уоч обвинява публично Израел във „военни престъпления“ заради това, че е използвал касетъчни бомби при нападението си над град Кана на 30 юли, че е извършил нападения над болници и линейки и в използването на фосфорни бомби[5].
- По време на Руско-грузинска война през 2008 година Хюман Райтс Уоч обвинява Русия в използването на касетъчни бомби над цивилни цели в градовете Гори и Руиси, които са приченили смъртта на 11 цивилни, между които един холандски журналист[6]. Хюман Райтс Уоч съобщава и за извършени „военни престъпления и тежки нарушения на човешките права“ от страна на руските войски и опериращите под тяхна закрила осетински, абхазки и казашки паравоенни формирования над грузинско цивилно население[7][8][9].

## Награди
През април 2005 година „Фондация Теодор Хойс“ удостоява Хюман Райтс Уоч с 40-а „Теодор Хойс награда за гражданска инициатива и смелост в областта на демокрацията“.